# Sipholagena
Sipholagena es un género de foraminífero bentónico de la Subfamilia Sipholageninae, de la Familia Ellipsolagenidae, de la Superfamilia Polymorphinoidea, del Suborden Lagenina y del Orden Lagenida. Su especie-tipo es Lagena benevestita. Su rango cronoestratigráfico abarca desde el Pleistoceno hasta la Actualidad.

## Discusión
Clasificaciones previas incluían Sipholagena en la Superfamilia Nodosarioidea.

## Clasificación
Sipholagena incluye a las siguientes especies:
- Sipholagena benevestita
- Sipholagena structiloides

Otra especie considerada en Sipholagena es:
- Sipholagena hertwigiana, aceptado como Moncharmontzeiana hertwigiana